# Megacoryne carnabyorum
Megacoryne carnabyorum är en skalbaggsart som beskrevs av Britton 1987. Megacoryne carnabyorum ingår i släktet Megacoryne och familjen Melolonthidae. Inga underarter finns listade i Catalogue of Life.